# Kittiwut Bouloy
Kittiwut Bouloy (thailändisch กิตติวุฒิ บัวลอย; * 4. Februar 1994) ist ein thailändischer Fußballspieler.

## Karriere
Kittiwut Bouloy spielte bis 2017 beim Bangkok Christian College FC. Wo er vorher gespielt hat, ist unbekannt. Der Verein aus der thailändischen Hauptstadt Bangkok spielte in der vierten Liga, der Thai League 4, in der Bangkok Region. Da der Verein ab 2018 für zwei Jahre vom Verband gesperrt wurde, verließ er Bangkok und wechselte nach Ranong. Hier schloss er sich dem Drittligisten Ranong United FC an. Der Verein spielte in der dritten Liga, der Thai League 3, in der Lower Region. 2019 wurde er mit Ranong Vizemeister und stieg somit in die zweite Liga auf. Sein Zweitligadebüt für Ranong gab er am ersten Spieltag (15. Februar 2020) im Spiel gegen den Sisaket FC. Hier stand er in der Anfangsformation und wurde in der 80. Minute gegen Chairat Phounghom ausgewechselt. Nach drei Spielzeiten wechselte er zu Beginn der Saison 2021/22 zum ebenfalls in der zweiten Liga spielenden Customs Ladkrabang United FC. Mit dem Verein aus Samut Prakan wurde man am Ende der Saison 2022/23 Tabellendritter und qualifizierte sich somit für die Aufstiegsspiele zur ersten Liga. Hier musste man sich jedoch im Finale gegen den Uthai Thani FC geschlagen geben. Nach insgesamt 46 Ligaspielen für die Customs wechselte er im Sommer 2023 zum Zweitligaaufsteiger Pattaya United FC. Nach einer Spielzeit, in der er 15 Ligaspiele bestritt, wechselte er im Sommer 2024 zum Drittligisten Thap Luang United FC. Mit dem Verein aus der Provinz Nakhon Pathom spielt er in der Western Region der Liga.

## Erfolge
Ranong United FC
- Thai League 3 – Lower Region: 2019 (Vizemeister)  ▲